# Jordan Rudess
Jordan Charles Rudess (* 4. listopadu 1956 New York) je americký hudebník, hráč převážně na různé klávesové nástroje. Od roku 1997 je členem skupiny Liquid Tension Experiment a od roku 1999 působí ve skupině Dream Theater; prvním albem skupiny, na kterém hrál je Metropolis Pt. 2: Scenes from a Memory. Mimo to vydal řadu sólových alb a spolupracoval s řadou dalších hudebníků, mezi které patří Rod Morgenstein, David Bowie, Steven Wilson nebo Neal Morse.